# Joseph Hager
Pour les articles homonymes, voir Hager.
Joseph Hager, né en 1757 à Milan et mort en 1818, est un philologue.

## Biographie
Joseph Hager, né le 30 avril 1757 à Milan, est le fils de Giuseppe et Marianna Tyher. 
Il est issu d'une famille d'origine allemande. À l'âge de 10 ans, il quitte Milan pour Vienne afin de suivre les cours de l'Akademie der orientalischen Sprachen, fondée en 1754 pour préparer le personnel diplomatique pour l'Orient. Il s'adonne avec succès aux langues orientales, et voyage dans la plus grande partie de l'Europe. Il écrit avec facilité l'allemand, l'italien, le français et l'anglais, et publie des récits intéressants de ses voyages. En 1799, il commença, à Leipzig, l'étude du chinois; mais comme il manque des éléments nécessaires, il ne peut arriver à une connaissance approfondie de cette langue, et il avance bien des choses contestables ou incomplètes dans les travaux qu'il publie ultérieurement, entre autres Pien Hoe Ye, or an Explanation of the elementary characters of the Chinese, etc. Malgré l'insuffisance de cet ouvrage, il attire sur son auteur l'attention du monde savant, et Joseph Hager est appelé à Paris, en 1802, pour occuper une place à la Bibliothèque nationale, avec un traitement de 6,000 francs. C'est alors qu'il publie différents travaux sur les coutumes, les antiquités et la langue de la Chine. Mais il ne tarde pas à engager avec plusieurs savants français une polémique violente, qui le contraint à abandonner Paris. Il se rend alors en Italie, et est nommé, en 1809, professeur de langues orientales à l'université de Pavie. Après la suppression de sa chaire, il obtient la place de conservateur à la grande bibliothèque de Milan, persévère dans ses études favorites et fait paraitre successivement ses Elements of the chinese language et son Memoria sulla bussola orientale. En 1811, il publie son livre intitulé Miniere dell’ Oriente, dans lequel il cherche à prouver que les turcs ont une origine identique à celle des chinois, et qu'ils leur ont emprunté leurs coutumes. Joseph Hager est un homme plein de bonne volonté, mais qui malheureusement n'a pas fait d'études sérieuses et approfondies. Il a le goût inné de la philologie comparée, qu'il pressent, mais il lui manque le contrôle scientifique. Il jouit pendant sa vie d'une grande réputation mais cette réputation est bientôt éclipsée par les savants qui lui succèdent, entre autres Julius Klaproth. Joseph Hager meurt le 27 juin 1819 dans sa ville natale.